# نگهبانان (مجموعه تلویزیونی)
نگهبانان (به انگلیسی: Watchmen)، یک مجموعه تلویزیونی آمریکایی در ژانر ابرقهرمانی درام است که توسط دیمون لیندلوف خلق شده‌است.
فیلم‌نامه این سریال اقتباسی از کتاب مصور نگهبانان محصول دی‌سی کامیکس است که توسط آلن مور نوشته شده‌است. پس از فیلم سینمایی نگهبانان (۲۰۰۹) این دومین اقتباس از کتاب مصور نگهبانان است. فصل نخست سریال در ۹ قسمت و توسط شبکه کابلی آمریکایی اچ‌بی‌او از تاریخ ۲۰ اکتبر ۲۰۱۹ به روی آنتن رفت. رجینا کینگ، دان جانسون، تیم بلیک نلسون، یحیی عبدالمتین دوم، تام میسون، ندرو هاوارد و جرمی آیرونز بازیگران سریال هستند. سریال با تحسین گسترده‌ای از سوی منتقدان مواجه شد.